# Anthrax melanista
Anthrax melanista är en tvåvingeart som först beskrevs av Mario Bezzi 1925.  Anthrax melanista ingår i släktet Anthrax och familjen svävflugor.
Artens utbredningsområde är Egypten. Inga underarter finns listade i Catalogue of Life.